# Hylemya urbica
Hylemya urbica är en tvåvingeart som beskrevs av Wulp 1896. Hylemya urbica ingår i släktet Hylemya och familjen blomsterflugor. Inga underarter finns listade i Catalogue of Life.